# Georg von Derfflinger

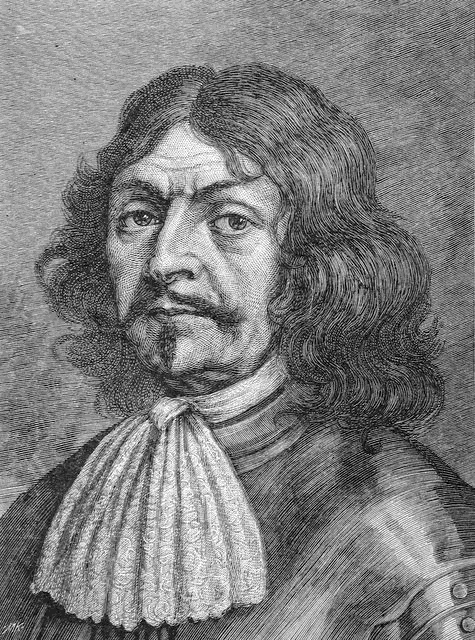
Georg von Derfflinger

Georg von Derfflinger (Neuhofen (Felső-Ausztria), 1606. március 10. – Gusow, 1695. február 4.) birodalmi báró, brandenburgi tábornagy.

## Életútja
Protestáns szülők gyermeke volt, akikkel az 1625. évi parasztlázadás után elhagyta hazáját. Előbb János Ernő weimári herceg, majd a svédek szolgálatába állott, melyben mint a lovasság vezére Baner és Torstensson alatt rövid idő alatt hírnevet szerzett. Diplomáciai kiküldetésekben is járt Stockholmban és I. Rákóczi Györgynél. 1646-ban a gazdag Schaplov kisasszonyt vette nőül s a Vesztfáliai békekötés után ennek Gusow nevű birtokán, Brandenburgban élt. 1654-ben Frigyes Vilmos brandenburgi választófejedelem szolgálatába lépett. Hősiesen harcolt Varsó mellett 1656-ban és ostrommal vette be a megerősített Priment kolostort, aminek elismeréseül haditanácsossá avatták. 1658-59-ben a svédek ellen harcolt. 1670-ben tábornagyi, 1674-ben pedig bárói rangot kapott. Ekkor ura véd- és dacszövetség kötése ügyében Hollandiába küldötte követül, ahonnan a választófejedelemmel Elzászba indult a franciák ellen. Eközben azonban XIV. Lajos szövetségesei, a svédek Brandenburgba törtek. Derfflinger ekkor visszasietett urával és vakmerően megtámadta 1675. június 25-én a Rathenow városában befészkelt svédeket, akiket a városból véres harc árán megszalasztott, ezáltal előkészítette a hires fehrbellini győzelmet (1675. június 28.), amelynek kivivásában szintén részt vett. Stettin bevétele után (1677) Hátsó-Pomerániának és Kammin fejedelemségnek lett helytartója, és egyúttal valamennyi pomerániai erősségnek főparancsnoka. Aggkora dacára részt vett még az 1678-as hadjáratban is, ő vezérelte a középhadat Rügen szigetének elfoglalásakor és az elsők között volt, akik 1678. szeptember 23-án a szigeten kikötöttek. Végül Stralsundot foglalta vissza a svédektől, akiknek ez volt az utolsó erődük német földön, és nyomban reá átkelt 9000 emberrel és 30 ágyúval a befagyott Frisches és Kurisches Haff jegén és Tilsitnél ujra megverte a svéd hadat. E hőstett után nyugalomba vonult. A porosz hadseregnek a mai napig egyik kedvenc hőse.

## Családja
Derfflingernek két fia volt: Karl, az ifjabbik 1686-ban, Budavár ostrománál esett el a török július 5-ei kirohanásakor; az idősebbik Frigyes báró (szül. 1663. április 11.) mint altábornagy halt meg 1724. január 29-én, vele együtt a család is kihalt.

## Emlékezete
Tiszteletére a 3. sz. neumarki dragonyosezred viselte a nevét.